# Gmina zbiorowa Fürstenau
Gmina zbiorowa Fürstenau (niem. Samtgemeinde Fürstenau) – gmina zbiorowa położona w niemieckim kraju związkowym Dolna Saksonia, w powiecie Osnabrück. Siedziba administracji gminy zbiorowej znajduje się w mieście Fürstenau.

## Podział administracyjny
Do gminy zbiorowej Fürstenau należą trzy gminy, w tym jedno miasto (niem. Stadt):
1. Berge
2. Bippen
3. Fürstenau